# Gabriel Nicolas de La Reynie
Gabriel Nicolas de La Reynie, également orthographié La Reinie (né le 25 mai 1625 à Limoges en France et mort le 14 juin 1709 à Paris en France), est le premier lieutenant général de police de Paris. Par son action énergique, ses réformes novatrices et sa rigueur morale, notamment pendant la terrible affaire des poisons, il est souvent considéré comme le père de la police judiciaire française.

## Biographie
Fils cadet de Jean Nicolas, sieur de Traslage, lieutenant général du roi dans le Haut-Limousin, il reçoit la terre de La Reynie (Vicq-sur-Breuilh), misérable fief de 200 livres de revenu annuel, provenant de la famille de son arrière-grand-mère Marie Hugon. En 1698, il hérite du château de Traslage (Vicq-sur-Breuilh), de son neveu l'abbé Jean Nicolas de Traslage, puis, en 1705, il achète la baronnie de Vicq. Magistrat au présidial d’Angoulême puis président à celui de Bordeaux, il résiste à la Fronde, sert d’intendant au gouverneur de Guyenne, le duc d’Épernon, qui le fait connaître à la cour.
La Reynie administre la fortune du duc d’Épernon sans oublier la sienne : en 1661, il achète pour 320 000 livres une charge de maître des requêtes au Conseil du roi. 
Remarqué par Colbert, il est pressenti pour inaugurer la nouvelle charge de lieutenant de police de Paris en 1667, charge qu’il assume pendant trente ans. Resté longtemps veuf de sa première épouse, il épouse, en 1668, Gabrielle de Garibal, qui lui apporte une maison à Vaugirard, maison dont il va faire une superbe demeure et dont on dit que les jardins furent dessinés par Le Nôtre. La Reynie devient conseiller d’État en 1680.
« La police consiste à assurer le repos du public et des particuliers, à protéger la ville de ce qui peut causer des désordres ». L'édit que présente Colbert à Louis XIV (Édit de Saint-Germain-en-Laye, 15 mars 1667) résulte de l'évolution des mœurs françaises depuis quelques siècles en matière de sécurité publique. Il envisage une approche globale de la criminalité et constitue l'acte fondateur de la police sous l'Ancien Régime, en clarifiant une situation héritée du Moyen Âge.

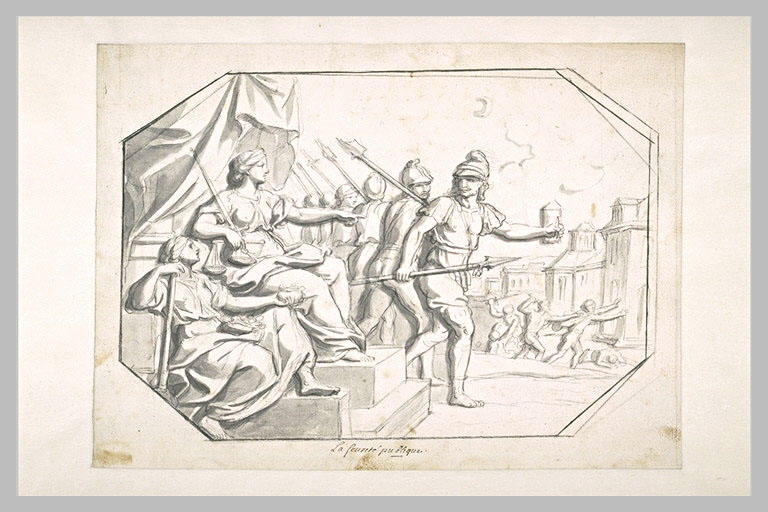
La Police et la sûreté rétablies dans Paris, 1665. Charles Le Brun. Esquisse pour la Galerie des glaces. Le sujet est l’établissement de l’éclairage public et d’une garde sous les ordres d’un lieutenant de police (1667) destinés à mettre fin à l’insécurité qui régnait dans la ville de Paris dès la nuit tombée. Le premier lieutenant de police s’est particulièrement illustré : Nicolas de La Reynie, qui fut en fonction pendant trente ans entre 1667 et 1697.

La charge de lieutenant de police qu'il institue a pour but de créer un pouvoir autonome veillant à la bonne marche de la cité, quelque pression qu'il puisse subir.

Paris est la première ville concernée par cette mesure. Nicolas de La Reynie y est le premier lieutenant-général de police, charge qu'il occupe de mars 1667 à janvier 1697. Juge puis maître des requêtes au conseil d'État, il a une connaissance complète des institutions. Tous les lieutenants-généraux qui lui succèdent ont une formation analogue. Nommé par le roi, le lieutenant de police est révocable ad nutum. Si l'édit confère au lieutenant de police certaines missions (la lutte contre la délinquance, l'incendie, l'inondation) ainsi que la direction de la police économique, des mœurs, etc., il laisse Nicolas de La Reynie organiser son administration en rassemblant sous son autorité les anciennes institutions.
À cette époque, quatre « polices » se concurrencent à Paris : 
1. les commissaires du Châtelet,
2. les archers et exempts du guet,
3. la compagnie du lieutenant criminel
4. la prévôté de l’Île.

Il réorganise ces polices et les prend sous sa coupe, en s'appuyant principalement sur les commissaires, dont il gagne les bonnes grâces en obtenant pour eux un traitement régulier et des avantages fiscaux. Sous sa juridiction, ils deviennent « commissaires de police » (terme qu'il a inventé). Leur nombre est porté à 48. Répartis entre les 17 quartiers de Paris, ils rendent compte quotidiennement de leur activité au lieutenant de police (qui ne devient lieutenant-général qu'en 1699, quand l'organisation mise en place à Paris est étendue à tout le royaume). 
Nicolas de La Reynie compte aussi sur un réseau d'indicateurs rémunérés provenant de tous les milieux : les « mouches » en liberté et les « moutons » en prison. Il peut aussi requérir les forces de l'armée, soit la maréchaussée d'Île-de-France, soit la Guet royal (environ un millier de gardes des portes et murailles de Paris). Surtout, le lieutenant général de police s'appuie sur des bureaux (métiers, marchés, écoles, archives, etc.).
Il rétablit l’autorité royale en mettant au pas le gouverneur de Paris, les titulaires de fiefs enclavés dans Paris, le Parlement habitué jusque-là à prendre des arrêts de règlement en matière de police, le prévôt des marchands et la municipalité parisienne.
La Reynie réprime l’impression et le colportage des écrits séditieux, crimes qu’il juge lui-même directement et très sévèrement. Chargé de l’exécution des lettres de cachet, il participe à la haute politique quand il assure le ravitaillement en blé de Paris, ou quand il applique, avec d'ailleurs une certaine humanité, les persécutions contre les protestants réfractaires ou la surveillance des nouveaux convertis. 
C’est aussi grâce à ses méthodes musclées que Paris devient à cette époque la ville la plus propre de l’Europe (financée par la taxe dite des Boues et lanternes). On lui doit l’éclairage public en plaçant des lanternes même dans les ruelles sombres (d'où l'expression de « Paris ville lumière »), qui servit à rendre les rues plus sûres, les premières règles de circulation et de stationnement, le pavage des rues et l’adduction d'eau.
La Reynie est aussi juge ou procureur dans de grands procès extraordinaires, tels que celui du complot de Latréaumont, dont les coupables furent exécutés pour conspiration (1674), l’affaire des poisons, qui dure trois ans (1679-1682) et implique 400 suspects, ou le procès du quiétisme.
Il démissionne de la lieutenance générale en 1697, tout en conservant sa charge au Conseil d'État, et meurt le 14 juin 1709, à l'âge de 84 ans et est enterré au cimetière Saint-Joseph.

## Hommages

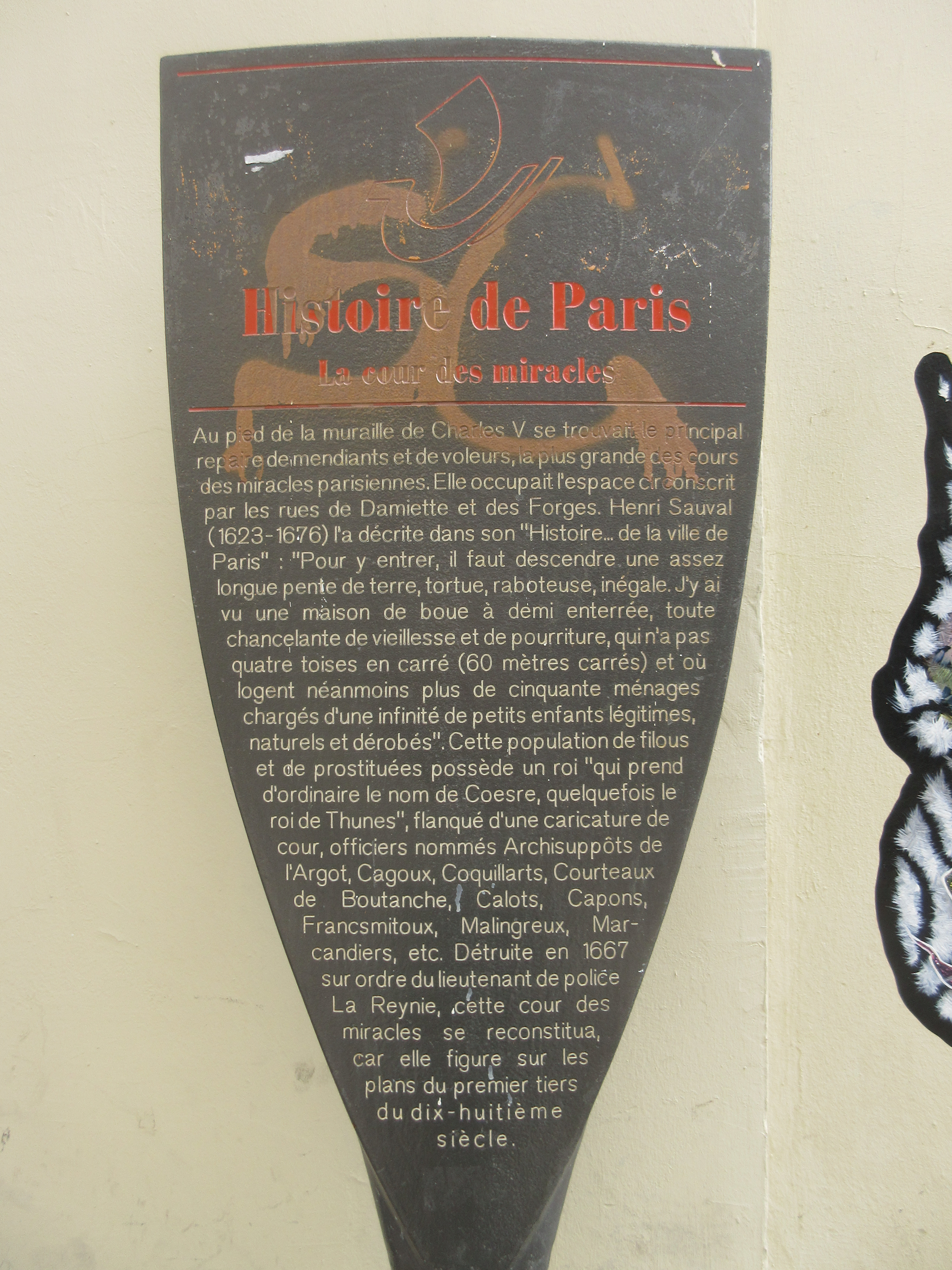
Panneau Histoire de Paris
« La Cour des Miracles »

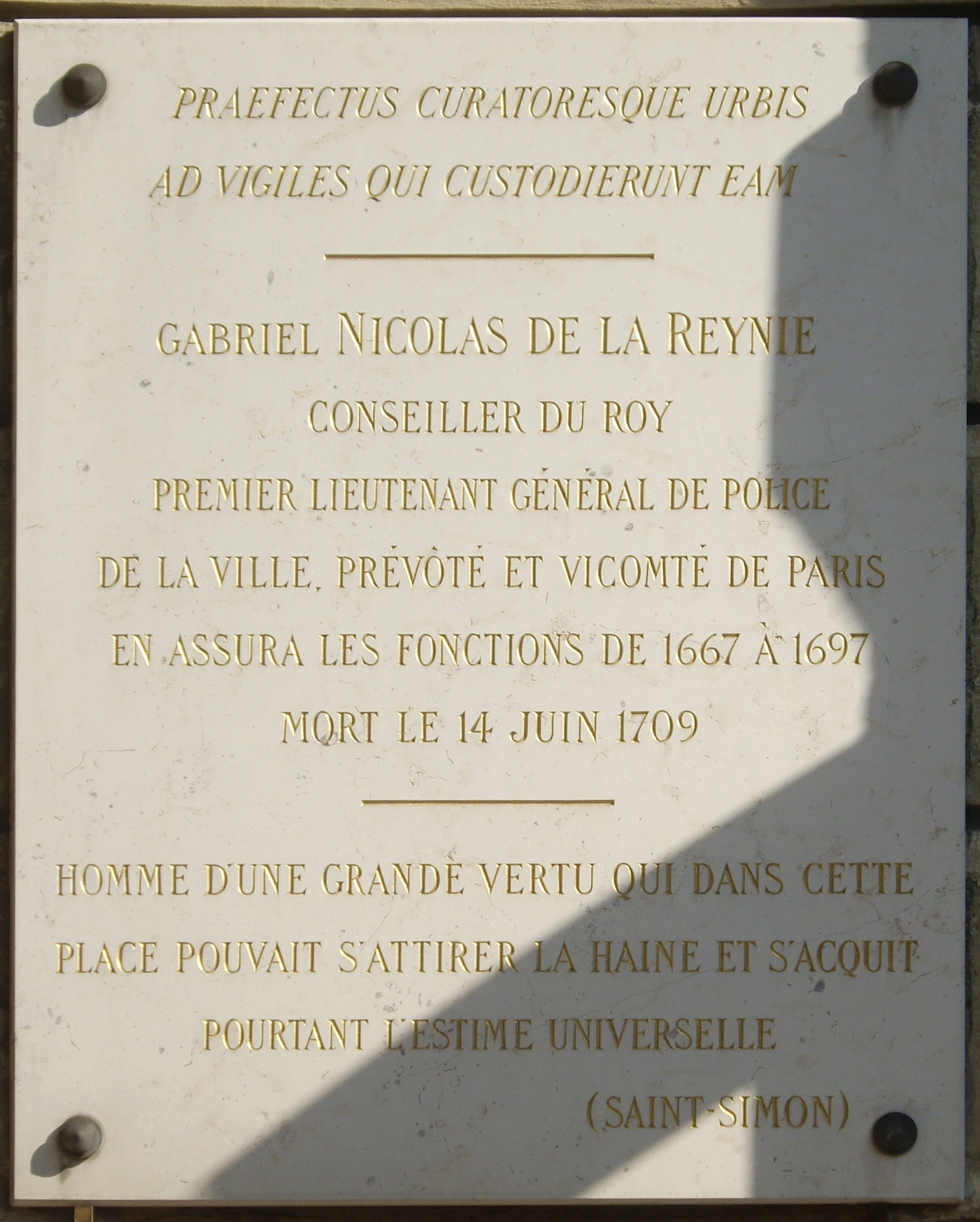
Plaque Gabriel Nicolas de La Reynie, rue de la Cité à Paris.

En 1882, la rue de La Reynie dans le 4e arrondissement de Paris est rebaptisée en sa mémoire. La vingt-cinquième promotion de commissaires de police issus de l'école nationale supérieure de la police, entrés en fonction en 1975, porte son nom, ainsi qu'une rue de Limoges.

## Iconographie
Le portrait le plus célèbre de La Reynie est une estampe gravée par Pieter van Schuppen d'après Pierre Mignard, datée de 1665.
Une médaille à l'effigie de La Reynie a été réalisée par le graveur Henri Dropsy pour le compte de la Monnaie de Paris en 1967, à l'occasion du tricentenaire de la lieutenance de police de Paris. Le portrait figurant au droit est inspiré de l'estampe de Van Schuppen. Un exemplaire en est conservé au musée Carnavalet (ND 5500).
Dans la série Versailles, le personnage Fabien Marchal est inspiré de Nicolas de la Reynie.

## Postérité
Cinéma et Télévisions
- Le rôle de la Reynie fut interprété par Constant Remy dans le film Si Versailles m'était conté (1954) de Sacha Guitry.
- Le rôle de la Reynie fut interprété par François Maistre dans Le Drame des Poisons (entre 1959-1960) ,  le treizième épisode de la série La Caméra explore le Temps sur l'Affaire des Poisons.